# Meralgia paraesthetica
Meralgia paraesthetica, ook bekend als het syndroom van Bernhardt-Roth, is een aandoening waarbij er een doof gevoel en of pijn in de zijkant van het dijbeen bestaat zonder letsel aan het dijbeen zelf maar door een letsel aan de zenuw van het dijbeen naar de wervelkolom.
Deze chronische neurologische aandoening ontstaat door een aandoening aan een enkele perifere zenuw namelijk de nervus cutaneus femoris lateralis, de huidzenuw van de buitenkant van het dijbeen. De term meralgia paraesthetica komt uit het Grieks en bestaat uit vier wortels, die samen betekenen: “dijbeenpijn met verkeerde perceptie”.

## Etiologie

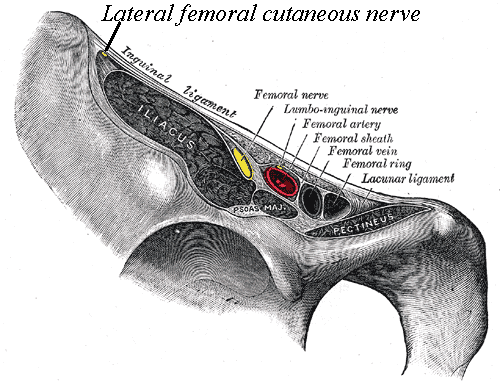
Nervus cutaneus femoris lateralis en andere structuren lopend onder het linker ligamentum inguinale en het os ilium (frontolateraal aanzicht).

De nervus cutaneus femoris lateralis (NCFL) raakt het vaakst beschadigd door beknelling of compressie bij het passeren van het ligamentum inguinale ter hoogte van het darmbeen vlak bij het aanhechtingspunt van het ligament aan de spina iliaca anterior superior (SIAS, vooraan de bovenrand van het heupbeen).
Minder vaak wordt de zenuw bekneld door andere anatomische of abnormale structuren, raakt deze beschadigd door diabetische of andere neuropathie of door een trauma zoals de autogordel bij een auto-ongeluk.
De zenuw geeft aanleiding tot pijn in de loop van de tijd als deze door gewichtvermeerdering steeds meer druk ondervindt van ondergoed, riem of tailleband. De pijn kan acuut optreden en uitstralen naar de ribbenboog, het kruis of het dijbeen.
Gewichtsverlies daarentegen kan de klachten veroorzaken doordat juist beschermende vetlagen voor de zenuw verdwijnen waardoor kledingstukken gaan knellen. Ook langere perioden van staan of beenoefeningen kunnen de klachten doen ontstaan door grotere spanning op het ligamentum inguinale.
De NCFL kan worden beschadigd tijdens een laparoscopische herniaoperatie; ook littekenvorming na de operatie kan het beeld veroorzaken.

## Symptomen
- (Gewoonlijk constante) pijn aan de buitenkant van het dijbeen, soms tot aan de buitenzijde van de knie.
- Brandend, tintelend of doof gevoel in hetzelfde gebied.
- Meerdere bijensteekachtige pijnen in het betreffende gebied.
- Soms pijn in het kruis of richting de billen.
- Meestal gevoeliger bij lichte aanraking dan bij druk ter plaatse.
- Overgevoeligheid voor warmte; warm water van de douche geeft brandend gevoel.

## Diagnose
De diagnose wordt grotendeels gesteld op de anamnese en relevante details over operaties in het verleden, letsels aan de heup of herhaaldelijke bewegingen die de betreffende zenuw zouden kunnen irriteren. Bij lichamelijk onderzoek wordt er gekeken naar verschillen in gevoeligheid tussen het aangedane en het andere been.
Een elektromyografie (EMG) kan nodig zijn om de zenuwgeleiding te meten. Daarnaast kunnen er röntgenfoto’s worden gemaakt om botafwijkingen uit te sluiten die druk op de zenuw kunnen uitoefenen; met dezelfde reden worden CT- of MRI-scans gebruikt om weke-delenafwijkingen uit te sluiten.

## Behandeling
De behandeling varieert. Meestal is de beste behandeling de oorzaak van de compressie te verminderen door het gedrag van de patiënt te veranderen in combinatie met medicamenteuze behandeling om de ontsteking en de pijn te verminderen. De genoemde behandelingen zijn voorbeelden.
Hoe dan ook, het kost vaak meerdere weken tot maanden voordat de klachten zijn verdwenen mede afhankelijk van de ernst van de aandoening. Het dragen van ruimvallende kleding en bretels in plaats van een riem kunnen daarbij helpen.
Niet-steroïde ontstekingsremmers (NSAID’s) onderdrukken de ontstekingspijn; narcotiserende pijnstillers (morfine, tramadol) kunnen nodig zijn als de pijn het functioneren ernstig beperkt en/of de slaap wordt verstoord. Afname van lichamelijke inspanning is nodig afhankelijk van het niveau van de pijn. In acute situaties kan strikte bedrust nodig zijn.
Adviezen voor minder ernstige gevallen:
- Rustpauzes tijdens lange perioden van staan, lopen, fietsen of andere uitlokkende activiteiten
- Gewichtsverlies bij patiënten met overgewicht naast oefeningen om de buikspieren te verstevigen[4]
- Ruimer zittende kleding vooral aan de voor-bovenkant van de heup
- Warmte, ijs of elektrische simulatie[5]
- NSAID’s gedurende 7–10 dagen[4]

Het kan veel tijd (weken) duren voordat de pijn verdwijnt en soms blijft er een doof gevoel ondanks de behandeling. In ernstige gevallen kan er ter hoogte van het ligamentum inguinale een lokale zenuwblokkade gedaan worden met een combinatie van lidocaïne en een corticosteroïd om meerdere weken vermindering van de klachten te geven.
Pijnmodulatoren voor neuralgie zoals amitriptyline, carbamazepine of gabapentine kunnen geprobeerd worden, maar zijn meestal niet erg werkzaam bij dit beeld.
Bij ernstige en langdurige klachten is chirurgie aangewezen om de beklemming van de zenuw op te heffen of, als laatste redmiddel, de zenuw door te nemen met gevoelloosheid in het gebied tot gevolg.

## Hardlopen en meralgia paraesthetica
Bij atleten met deze aandoening die geen langdurige pauze willen nemen is het van belang te kijken naar oplossingen om de druk op de zenuw te verminderen. Dit kan door cross-trainen, dus af te wisselen in het gebruik van de verschillende spiergroepen of door trainen op een lager niveau.
Om de prestatie te bevorderen tijdens wedstrijden is het aan te raden een lange (20 minuten) warming-up te doen. Hardlopers kunnen tijdens de wedstrijd van loopstijl wisselen waardoor steeds andere spiergroepen worden belast; is er gevoelloosheid in de heupbuiger en bovenste quadriceps, dan kan ervoor gekozen worden meer de musculus glutaeus maximus te gebruiken door meer rechtop te lopen met een grotere pas. Als dit een negatief effect heeft dan is terugkeer naar de oorspronkelijke loopstijl nodig.